# Marginaleyrodes tsinjoarivona
Marginaleyrodes tsinjoarivona là một loài côn trùng cánh nửa trong họ Aleyrodidae, phân họ Aleyrodinae.
Marginaleyrodes tsinjoarivona được Takahashi miêu tả khoa học đầu tiên năm 1955.